# هادس
هادس (‎/ˈheɪdiːz/‎; زبان یونانی: ᾍδης Hádēs; Ἅιδης Háidēs) در اساطیر یونانی و دین یونان باستان، فرمانروای مردگان و جهان زیرزمینی، پسر بزرگ تیتان کرونوس و رئا است. او در قرعه‌کشی با برادرانش، بدترین سهم را برنده شد و آن جهان زیرین یا دنیای مردگان بود، در صورتی که برادرانش زئوس و پوزئیدون به ترتیب آسمان و دریا نصیبشان شد. از آنجایی که رعایای هادس را مردگان تشکیل می‌دادند، او به کسانی که موجب افزایش جمعیت سرزمینش می‌شدند بسیار علاقه داشت. مانند ارینی‌ها یا خشم و ناامیدی، که کارشان تعقیب گناهکاران و سوق دادن آن‌ها به سمت خودکشی بود.استفاده از نام هادس به عنوان مترادف جهنم رایج بوده است، اما قلمرو هادس در اساطیر یونان فقط جهنم نبود، بلکه کل زندگی پس از مرگ بود. زیرا در قلمرو هادس تارتاروس (جهنم)، مراتع آسفودل (هیچ) و دشتهای الیزی (بهشت) قرار داشتند.
هادس به دلیل حکومت بر زیرزمین، صاحب معادن زیرزمینی هم بود و خدای ثروت هم به‌شمار می‌رفت. او پرسفونه، دختر زئوس و دمتر را از دنیای آسمان ربوده و به جهان زیرین آورده بود و به همراه او بر دنیای زیرزمین فرمانروایی می‌کردند، اما زئوس به او فرمان داد تا پرسفونه را برای از بین بردن بی‌قراری مادر خود دمتر آزاد کند. دمتر چون از ماجرا آگاه می‌شود، به قدری خشمگین شده که جلو رویش غلات را می‌گیرد. پس خشکسالی جهان را فرا می‌گیرد. 
هادس ناگزیر به بازگرداندن دختر رضایت می‌دهد، اما قبل از اینکه آنجا را ترک کند، هادس به او چند دانه انار می‌خوراند. پرسفونه نمی‌داند که این عمل باعث می‌شود که او برای ابد در جهان زیرزمینی بماند؛ اما زئوس از در مصالحه برمی‌آید: پرسفونه دو چهارم هر سال (بهار و تابستان) را پیش مادرش در المپ و دو چهارم سال (پاییز و زمستان) را با هادس به سر می‌برد. هادس به عنوان پادشاه جهان مردگان به‌شمار می‌رفت، و در کنار تاناتوس ایزد مرگ نیز بود. 
او بر روی تختی ساخته شده از درخت آبنوس می‌نشست و یک عصای سلطنتی با خود حمل می‌کرد. هادس همچنین دارای یک کلاه خود بود که سیکلوپ‌ها به او داده بودند و می‌توانست به وسیلهٔ آن ناپدید شود. او سگی سه‌سر به نام سربروس داشت که نگهبان در ورودی دنیای زیرزمینی بود، او اجازه ورود به روح‌های جدید به دنیای مردگان را می‌داد اما به هیچ‌کس اجازه خروج نمی‌داد.

## سال‌های آغازین
در اساطیر یونان، هادس، خدای عالم اموات یونان اولین پسر کرونوس و رئا بود. او سه خواهر بزرگتر به ترتیب هستیا، دمتر و هرا و یک برادر کوچکتر به نام پوزئیدون داشت. تمام فرزندان رئا پس از تولد توسط پدر بلعیده شدند. زئوس به وسیله دسیسه‌ها رئا از سرنوشت شوم خواهر و برادرانش گریخت. زئوس پس از رسیدن به سن بلوغ پدرش را شکست داد و برادران و خواهرانش را آزاد کرد. پس از آزادی، شش خدای جوان موفق به جمع‌آوری متحدانی شدند و خدایان بزرگتر را برای کسب قدرت در جنگ الهی یعنی (titanomachy) به چالش کشیدند.
این جنگ مهم‌ترین نبرد در اساطیر یونان بود که ده سال به طول انجامید و با پیروزی خدایان جوان به پایان رسید. هادس و دو برادر کوچکتر (زئوس و پوزیدون)، بر اساس قسمتی از کتاب ایلیاد هومر (کتاب پانزدهم، ۹۳–۱۸۷)پس از پیروزی در نبرد برای حکومت قرعه کشی کردند که به ترتیب زئوس فرمانروایی آسمان، پوزئیدون فرمانروایی دریاها و هادس بدترین سهم یعنی فرمانروایی عالم اموات را دریافت کرد. قلمرو زیرزمینی که ارواح پس از مرگ با خروج از جسم و جهان و تمامی چیزهای زمینی به آنجا می‌روند.

## فرمانروای جهان زیرزمینی

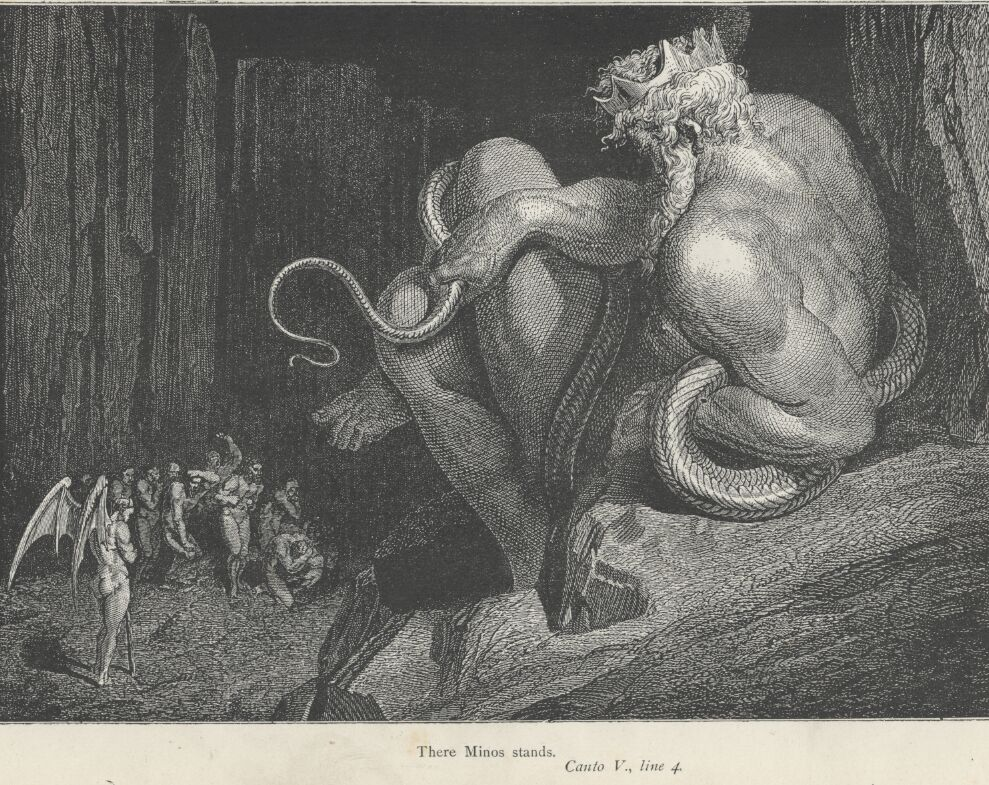
مینوس، ایستاده به داوری، در کمدی الهی، دوزخ، کانتوی ۵، سطر ۴.

زندگی پس از مرگ، موضوع مهمی در اساطیر یونانی است. فراسوی قبر با تودهٔ هیزم مخصوص آتش زدن جسد، سرزمین اشباح یا جهان زیرزمینی است. فرمانروای آن هادس است که نامش به قلمرو تاریک او نیز منتسب است. چون جهان تاریک زیرزمین در تقابل با جهان روشن و بهشتی المپ قرار داشت، در بیشتر مواقع، هادس را ایزدی المپ‌نشین نمی‌دانستند، و ملازمان او هرگز به ضیافت شام در کاخ زئوس دعوت نمی‌شدند.
هرمس، ایزد پیام‌آور، ارواح مردگان را به غارهای تاریک، دراز و پیچ در پیچ، و گذرگاه‌های زیرزمینی می‌برد و به پنج رودخانه می‌رساند. نخست شارون بایست آن‌ها را از رود سیاه استوکس (نفرت) بگذراند و به دروازه‌های هادس برساند که سربروس، سگ شکاری سه‌سر نگهبانش بود. سپس باید از چهار رود بعدی می‌گذشتند: آخرون سیاه، فلگتون (آتش)، کوکوتوس اشک‌آلود و لته (فراموشی). اگر روح صاحب پولی بود (که در دهان جسد می‌گذاشتند) تا به شارون بپردازد، می‌توانست تا صد روز در نقطهٔ دوردستی از رود استیکس پرسه زند.
ارواح مردگان وقتی از پنج رود دوزخی می‌گذرند، باید از جلوی سه دادور سختگیر عبور کنند: مینوس، رادامانتوس و آیاکوس، که در جریمه کردن ارواح و تعیین سرنوشت آن‌ها، به هادس کمک می‌کنند. قهرمانان استثنایی می‌توانند از کشتزارهای الیزی، معروف به جزایر متبرک، در نقطهٔ دوردستی از دریاهای غرب بگذرند و در آنجا شادمانی حیات را بدون هیچ خاطره‌ای از گناهان، از سر گیرند. برای آنان که چندان بدکارند که به پادافراهی ازلی گرفتار می‌آیند، شکنجه‌های خاصی در تاریک‌ترین مناطق اربوس و تارتاروس هست که در آنجا نمی‌توانند هیچ چیزی را از یاد ببرند و تا ابد به یاد گناهان خویش‌اند. 
شاه تانتالوس که شیره و مائده ایزدان را دزدیده بود، به چنین عاقبتی دچار شد، مجازات او این بود که خوراک و نوشاب را که همیشه دور از دسترس او بود، بیابد (از این رو، واژهٔ «Tantalise»: آزار کردن، امید واهی دادن، از نام تانتالوس گرفته شده‌است). آن‌ها که شرارت ورزیده‌اند نیز به سه تن از ایزدان خشم (ارینی‌های) بی‌رحم سپرده می‌شدند تا شکنجه شوند. برای مردگان عادی که نه کار نیک ورزیدند و نه کار شر، سرنوشت غمبارشان این است که برای ابد در ظلمت سایه‌وش به سر برند. گاهی شاید چشم‌شان به بوستان شگفت‌آور پرسفونه بیفتد که خشخاش‌های بی‌شکوفه، بستر پژمرده گیاهان باتلاقی و انگورهای سبزی داشت که به نوشیدنی مرگبار بدل می‌شدند.

### سفر در هادس
بسیاری از پهلوانان اساطیر یونانی به دنیای زیرزمین فرستاده شدند تا از سایه‌ها سؤال بپرسند یا اینکه سعی کنند آن‌ها را آزاد کنند. گرچه هادس به هیچ‌کس اجازه خارج شدن از قلمرو خود را نمی‌داد، فقط در چندین مورد استثناء او اجازه خروج داده بود که می‌توان از این قبیل به اورفئوس که خواستار بازگشت عشق خود ائورودیکه از دنیای زیر زمین بود و هرکول که سربروس را برای مدتی بر روی سطح زمین آورد که آخرین خوان او به حساب می‌آمد، اشاره کرد. 
داستان هرکول از جایی آغاز می‌شود که هرمس او را به غاری نزدیک اسپارت می‌برد. او از آنجا به هادس فرود می‌آید، از کنار ایزدان خشم و سرنوشت می‌گذرد و در پایان به کاخ ظلمانی شاه هادس و ملکه پرسفون می‌رسد. هادس، سربروس را به هرکول می‌سپارد تا ببیند آیا می‌تواند با دست‌های خالی بر او چیره شود یا نه. هراکلس پیروز می‌شود، اما وقتی مأموریت خود را به پایان می‌برد، سگ را به هادس بازمی‌گرداند.
اورفئوس، بزرگ‌ترین آوازخوان، در مرگ همسر محبوبش ائورودیکه، به اندوه تلخی دچار می‌شود. پس با چنگ خود به جهان زیرین می‌شتابد و هادس را قانع می‌کند که به او اجازه دهد همسرش را به زمین بازگرداند. هادس موافقت می‌کند، اما یک شرط می‌گذارد: اورفئوس وقتی همسرش را بیرون می‌کشد، تا هنگام خروج نباید به چهره ی همسرش نگاه کند . 
او به هنگام خروج، با اندوه نگاهش را به ائورودیکه برمی‌گرداند و ائورودیکه ناگزیر برای ابد به هادس بر می‌گردد. اورفئوس غرق در اندوه، دیگر هرگز به ازدواج مجدد تن نمی‌دهد و سرانجام توسط گروهی زنان تعقیب‌گر به نام مایندادس‌ها کشته و تکه‌تکه می‌شود. با وجود این، حتی پس از مرگ اورفئوس، دهان و چنگ او همچنان به خواندن و نواختن ادامه می‌دهند.

## معشوقه ها
لیوس یک پوره زیبا بود که هادس عاشق او شد و به دنیای زیرین کشاند و در آنجا زندگی فانی خود را سپری کرد و درگذشت.  برخی استدلال می کنند که این دو در همان زمان در دنیای زیرین معاشرت داشتند. لیوس احتمالاً در مقطعی به عنوان یکی از همراهان پرسفونه نام برده می شد، بنابراین او خدمتکار و احتمالاً یک دوست بودن او عزادار شد و بقایای او را به درخت صنوبر سفید تبدیل کرد. در مواردی او معشوقی قبل از پسفونه بوده است . 
مینث  پوره نایاد در دنیای زیرین است که با رودخانه کوسیتوس مرتبط است. او مورد علاقه هادس، پادشاه جهان اموات بود و معشوقه او شد. در بعضی روایت ها گفته می شود که مینث در جهان بالا پرسفونه را به مبارزه ای دعوت می کند و توجه هادس جلب می شود . پرسفونه عصبانی می شود و او را به گیاه صنوبر تبدیل می کند . ولی در اکثر استدلال ها مینث معشوقه قبل از پرسفونه بوده که او را رها می کند و پرسفون را به همسری برمیگزیرد . مینث که هادس او را ول کرده بود و پرسفونه همسر او شده بود گفت که از اینکه هادس مرا ول کرده پشیمان می شود و پیش من بر میگردد . پرسفونه که عصبانی شده بود انقدر او را لگد می زند که تکه تکه مشود . و سپس او را به گیاهی تبدیل می کند . در بعضی روایت ها دیمتر از اینکه به دخترش توهین شده مینث را می زند . 
ولی در اکثر متون معتبر هادس هرگز به پرسفونه خیانت نکرده . در بعضی متون در جشن تابستان پرسفونه مشروبی که لیوس به او داده بود را می خورد و کابوسش را می بیند که توهم است : هادس و لیوس در حال عشق ورزیدن .